# Castelu
Castelu (tur. Köstel) – wieś w Rumunii, w okręgu Konstanca, w gminie Castelu. W 2011 roku liczyła 5573 mieszkańców.